# Ranunculoideae
Ranunculoideae, biljna potporodica, dio porodice žabnjakovki. Sastoji se od najmanje 5 tribusa unutar kojih se istče rod žabnjak. 

## Tribusi
1. Tribus Nigelleae Langl. ex M. Tamura
2. Tribus Aconiteae Horan.
3. Tribus Anemoneae DC.
4. Tribus Ranunculeae DC.
5. Tribus Helleboreae DC.